# José Newton de Almeida Baptista
Dom José Newton de Almeida Baptista (Niterói, 16 de outubro de 1904 — Brasília, 11 de novembro de 2001) foi um arcebispo católico brasileiro.

## Biografia
Nascido em 16 de outubro de 1904 em Niterói – RJ, Dom José Newton governou a Arquidiocese de Brasília entre 21 de abril de 1960 e 14 de fevereiro de 1984. Seu lema episcopal era: “Adveniat Regnum Tuum”, “Venha a Nós o Vosso Reino”. Dom José Newton faleceu aos 97 anos, em 11 de novembro de 2001 e está enterrado na cripta da Catedral de Brasília.
Pertencia à Academia Brasiliense de Letras.

## Episcopado
Em agosto de 1944 é sagrado bispo diocesano de Uruguaiana (RS), onde ficou até 1954, quando foi nomeado arcebispo metropolitano de Diamantina (MG). Ocupou essa posição até 1960, ano em que foi nomeado o primeiro arcebispo de Brasília (DF). Além de ser o primeiro arcebispo de Brasília, foi também o primeiro Arcebispo do Ordinariado Militar do Brasil. Em 1967 recebeu o título de arcebispo metropolitano. Foi membro da Comissão Central da Conferência Nacional dos Bispos do Brasil (CNBB) e da Previdência do Clero, bem como dos congressos eucarísticos internacionais. 

## Arquidiocese de Brasília
As comemorações pela inauguração de Brasília foram iniciadas com uma missa campal celebrada por Dom Manuel Gonçalves Cerejeira na noite de 20 para 21 de abril.  O cardeal (Dom Manuel) abençoou Brasília, que havia sido inaugurada por JK, pela manhã, no Salão de Despachos do Palácio do Planalto e seguiu os rituais, inaugurando a Arquidiocese de Brasília e dando posse a Dom José Newton de Almeida Baptista como primeiro arcebispo, transferido de Diamantina, cidade natal do Presidente JK.
Com atrasos na construção da Catedral de Brasília, a cerimônia programada para lá acontecer, foi transferida para o barracão da obra, ao lado do templo religioso.
A instalação da Arquidiocese ocorreu três meses após a emissão da bula papal de criação “Quandoquidem Nullum”  expedida por Papa João XXIII. A bula foi lida em latim por Monsenhor Pio Gaspam, criando a Arquidiocese Brasipolitana de N. Sra. Aparecida, sede da 26ª Província Eclesiástica do Brasil, encarregando-se o secretário de D. Armando Lombardi (Núncio Apostólico) de leitura traduzida ao português.
José Newton, fez um breve discurso.  Nele colocou a construção de um seminário entre as suas primeiras metas pastorais. 
"Foi um ato de fé e de coragem aceitar a nomeação para uma Arquidiocese que estava por nascer, sem qualquer estrutura material, nem segurança econômica. Apenas cinco paróquias com poucos padres, religiosos e religiosas; e fiéis provindos de todas as partes do País, sem raízes sociais em Brasília." (Cardeal Dom José Freire Falcão – Arcebispo Emérito de Brasília)
A bula de criação já indicava a grave obrigação de edificar, ao menos, um seminário menor. Em 12 de outubro de 1960 foi lançada a pedra fundamental do Seminário Arquidiocesano, inaugurado parcialmente em 1962. Sob direção dos padres lazaristas, ele teve de ser fechado depois de funcionar por alguns anos.
Em busca de uma solução para a questão vocacional da jovem Arquidiocese Dom Newton pensa em convidar os Padres Sulpicianos para dirigir o Seminário Maior de Brasília ao ler uma carta, em 1973, publicada no "L' Osservatore Romano" enviada pelo Papa Paulo VI ao Pe. Constant Bouchaud (Superior Geral dos Padres de São Sulpício) na qual manifesta confiança e reconhecimento pelo serviço prestado por essa Companhia à Igreja no campo da formação dos futuros sacerdotes. Então Dom Newton escreve a Dom Carmine Rocco (Núncio Apostólico no Brasil) sobre a possibilidade de solicitar os serviços da Companhia de São Sulpício.
Em 18 de abril de 1974 Dom Carmindo envia uma carta ao Pe. Bouchaud solicitando a cooperação da Companhia de São Sulpício para a fundação e a direção do Seminário Maior de Brasília. Já nos dias 24 a 30 de setembro, o Pe. Roland Dorris, Superior Provincial dos Sulpicianos do Canadá, junto com o Pe. Rodrigo Arrango, Reitor do Seminário Maior de Bogotá, chegam a Brasília, para tratar dos trâmites para a fundação do novo seminário. Uma carta do arcebispo de Brasília aprova, definitivamente, a fundação do seminário em 30 de junho de 1975. 
Em agosto várias dioceses do Brasil receberam uma carta circular enviada por Dom José Newton na qual ofertava o novo Seminário de Brasília para a formação de seus futuros sacerdotes. O primeiro ano de Filosofia seria iniciado em 1976, o segundo em 1977 e o terceiro e últimos ano em 1978. E mais quatro anos de Teologia. Em 10 de fevereiro de 1975 chegaram o padre Rodrigo Arrango Velásquez (O primeiro reitor do Seminário Maior de Brasília) e o padre Telesfóro Gagnon. Juntar-se a equipe de padre o Monsenhor Damasceno Assis, atual Arcebispo de Aparecida. Os primeiros alunos chegaram ao Seminário em 08 de março de 1976 e em 25 de março de 1976 houve a  inauguração oficial do recinto, na Solenidade da Anunciação do Senhor. Alguns dos principais objetivos do curso para formação de sacerdotes do Seminário Maior de Brasília são: amadurecimento humano-afetivo, discernimento vocacional, formação espiritual com uma experiência viva de Deus alimentada com leituras bíblicas, com a oração e a liturgia.

## Missão Cumprida
Ao atingir 75 anos, em 1979, seu cargo ficou à disposição da Santa Sé, conforme o decreto pontifício. No ano seguinte foi sucedido pelo arcebispo de Teresina, Dom José Freire Falcão - mais tarde cardeal. Dom Newton foi designado bispo emérito de Brasília, continuou exercendo o sacerdócio e manteve o cargo de bispo castrense, vigário responsável pela supervisão dos capelães militares do país. Dom Falcão foi sucedido em 2004 por Dom João Braz de Aviz.
Dom Newton faleceu aos 97 anos, em 11 de novembro de 2001, e está enterrado na cripta da Catedral de Brasília. 

Interior da Catedral de Brasília. Dom Newton está sepultado na cripta do monumento.

"Este amigo pessoal de Juscelino, provindo da arquidiocese de Diamantina, berço do grande Presidente, procurou sempre viver em harmonia com as autoridades do País, independentemente de sua orientação religiosa ou ideológica. Isso lhe custou incompreensões e sofrimentos, porque colocava acima de tudo o princípio da autoridade legalmente constituída." (Cardeal Dom José Freire Falcão - Arcebispo Emérito de Brasília)

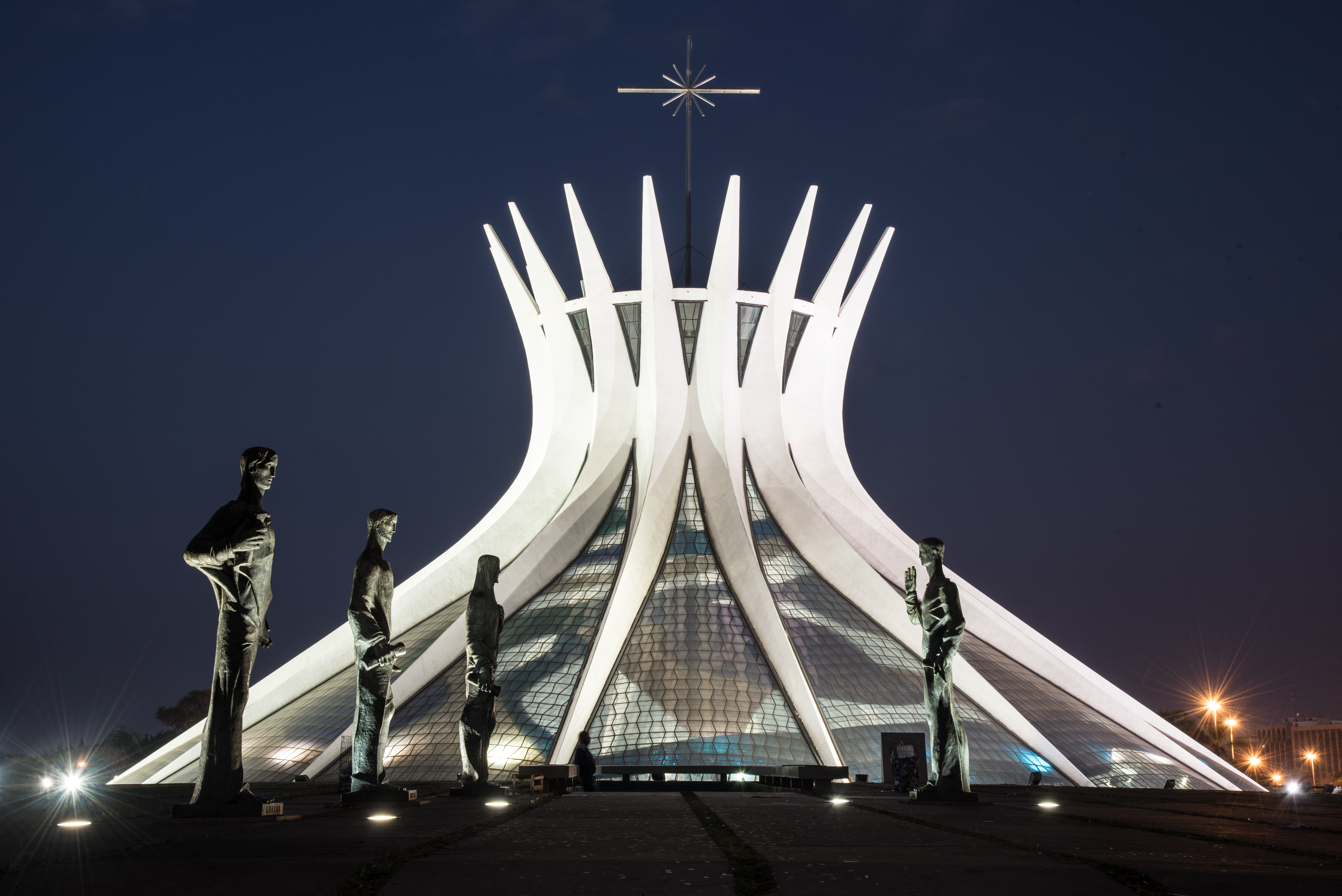
A sede física da Arquidiocese de Brasília está localizada na Cúria Metropolitana, que fica ao lado da Catedral. O prédio da Cúria, inaugurado em 2007, foi projetado pelo arquiteto Oscar Niemeyer. O edifício tem o formato do número três, fazendo menção à Trindade Santa: Pai, Filho e Espírito Santo.

### Legado deixado por  Dom José Newton ao deixar o pastoreio da Arquidiocese de Brasília[11]
- uma arquidiocese com 47 paróquias;
- 32 movimentos leigos;
- 40 instituições católicas de ensino;
- 85 comunidades religiosas;
- 130 sacerdotes religiosos e diocesanos;
- 400 religiosos e religiosas.
- fundação da Oassab (Obras Assistenciais da Arquidiocese de Brasília);
- fundação da Casa do Candango

## Ordenações
Ordenações Presbíteros
- Leonardo de Miranda Pereira (1959)
- Raymundo Damasceno Assis (1968)

Episcopado Principal Consagrador
- José Maria Pires (1957)
- Serafim Fernandes de Araújo (1959)
- Alberto Trevisan, S.A.C. (1964)
- Geraldo do Espírito Santo Ávila (1977)

Episcopado Principal Co-Consagrador
- Alfredo Vicente Scherer (1947)
- José de Almeida Batista Pereira (1954)
- José da Silva Chaves (1968)
- Aloísio Sinésio Bohn (1977)
- Raymundo Damasceno Assis (1986)
- Jésus Rocha (1994)